# Mord Valgarsson
Mord Valgarsson (nórdico antiguo: Morðr Valgarðsson, n. 980) fue un vikingo de Rangárvellir, Islandia en el siglo X que aparece como personaje intrigante en la saga de Njál. Era hijo de Valgarður Jörundsson, hijo de Jörundur Hrafnsson (n. 905), y bisnieto de Hrafn heimski Valgarðsson, uno de los primeros colonos noruegos de la isla.
Mord fue instigador indirecto del asesinato de Hoskuld Thrainsson y Gunnar Hámundarson, en venganza por la muerte de unos familiares. Tuvo cierta relevancia en la primera parte de la saga pero su protagonismo es patente en la segunda parte, procesando a Flosi Þórðarson y los asesinos de la muerte de Njáll Þorgeirsson. Njáll falleció junto a parientes y amigos quemados en la hacienda familiar. Por su papel injustificable, fue apodado «mentiras asesinas» (illyrðið lygamörðu). Según la saga, la estirpe de Mord tiene sus raíces en la antigua realeza escandinava, entre sus antepasados se encontraban Harald Hilditonn e Ivar Vidfamne. También aparece mencionado en la saga de Laxdœla.
Mord casó con la hija de Gizur el Blanco, llamada Thorkatla, de esa relación nació por lo menos una hija, Rannveig,
quien se casó con Starkað Starkaðarson del clan Svínfellingar; y Valgarð Marðarson, que era escaldo y vivía en Velli (la antigua granja de su bisabuelo Marðar).
Fue el mismo Gizur quien forzó a Mord a jugar limpio en el proceso del althing de 1012 contra Flosi Þórðarson que estaba siendo defendido por Eyjólf Bolverksson usando tecnicismos y vacíos legales que desembocaron finalmente en una batalla entre clanes familiares.